# Viking Stadion
Le Skagerak Arena est un stade situé à Stavanger, en Norvège, inauguré en 2004.
Il est par ailleurs le stade-résident du club de football du Viking FK évoluant en première division norvégienne.

## Histoire

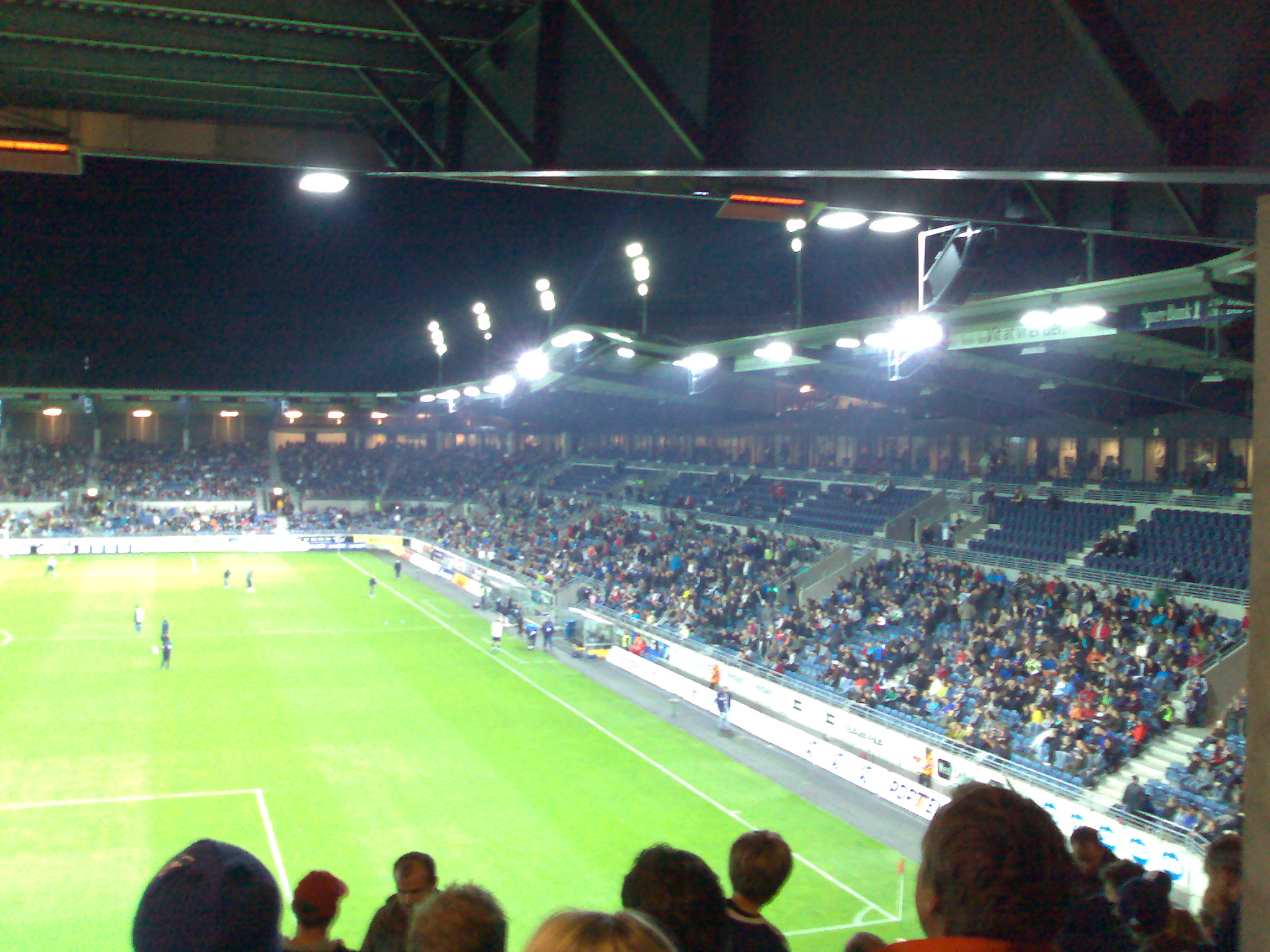
Le Viking stadion, match entre Viking FK et Strømsgodset, 29. septembre 2007

Le club avait souhaité pendant de nombreuses années avoir un stade plus moderne à la place de l'ancien stade de Stavanger à Eiganes qui avait été le stade historique du club depuis sa formation. Il s'agissait soit de moderniser et d'agrandir l'ancien stade, soit d'en construire un nouveau. 
Après de longues discussions, il fut décidé de construire un nouveau stade dans la localité de Hinna. La construction débuta en avril 2003 et le stade fut inauguré par un match de ligue face à Molde FK (1-1).
Pour la saison 2012, 500 places debout sont créées pour les Vikinghordene (hordes de Vikings), l'association officielle des supporters du club. Deux écrans géants ont été installés, écrans qui sont les plus grands du championnat norvégien.

## Records d'affluence
- 15300 spectateurs pour l'inauguration du stade contre Molde FK le 1er mai 2004 : 1-1. (ce record sera égalé à plusieurs reprises)
- 16251 spectateurs pour le dernier match du championnat face à Bergen le 5 novembre 2006 : victoire 5-0. Match capital puisqu'à l'issue de la 25e et avant-dernière journée, les Vikings étaient relégables, cette large victoire leur permettant d'échapper, à la différence de but, à la relégation et aux barrages.
- 16600 spectateurs le 24 juin 2007 face à Bergen, victoire 3-1[2].

## Concerts
Le stade est également un lieu de concerts, entre autres artistes on compte à s'y être produits : Bryan Adams, R.E.M., Sissel Kyrkjebø, Plácido Domingo, Roger Waters des Pink Floyd et Bob Dylan.

## Autres sports
Occasionnellement, le stade peut accueillir des rencontres internationales d'autres sports. Ainsi le 1er septembre 2018, il accueille le test-match de rugby à XIII entre l’Équipe nationale et la Pologne. Les Norvégiens remportent ce match sur le score sans appel de 76 à 00.